# La princesa hippie
La princesa hippie é um filme espanhol-mexicano dirigido por Miguel Morayta e escrito por Roberto Gómez Bolaños.

## Elenco
- Aurora Bayona como Princesa Marciana.
- Pilar Bayona como Marciana.
- Victorio Blanco
- Carlos Bravo y Fernández
- Humberto Dupeyrón
- Sadi Dupeyrón
- Guillermo Exa
- Roberto Gómez Bolaños
- Enrique Guzmán
- Héctor Lechuga
- Xavier López como embaixador
- Adolfo Magaldi
- Jesús Magaldi
- Edmundo Mendoza
- Chela Nájera
- Carlos Piñar